# Цинциннати Майти Дакс
«Цинциннати Майти Дакс» (англ. Cincinnati Mighty Ducks) — профессиональный хоккейный клуб, выступавший в Американской хоккейной лиге с 1997 по 2005 год. Базировался в Цинциннати, штат Огайо. На протяжении своего существования они были фарм-клубом команды НХЛ «Анахайм Майти Дакс», а также одновременно три года сотрудничали с командой НХЛ «Детройт Ред Уингз».

## История
В 1997 году франшиза «Балтимор Бандитс» теряла деньги и накапливала долги в Балтиморе. Джерри Робинсон, владелец арены «Цинциннати Гарденс», приобрёл франшизу «Бандитс», чтобы играть в «Гарденс», заменив предыдущего арендатора — «Цинциннати Сайклонс» из Международной хоккейной лиги. «Анахайм Майти Дакс» заключили с «Цинциннати» пятилетнее партнёрское соглашение. Параллельно с 1999 по 2002 год команда сотрудничала с «Детройт Ред Уингз», пока «Ред Уингз» не присоединились к «Гранд-Рапидс Гриффинс». «Анахайм» продолжил сотрудничать с «Цинциннати» до сезона 2004–05.
В сезоне 2005–06 «Цинциннати Майти Дакс» добровольно приостановили своё участие в лиге, через два дня после того, как «Анахайм» и «Цинциннати» прекратили сотрудничество, а «Цинциннати» не смог найти замену своему филиалу в НХЛ.
В октябре 2005 года команда была переименована в «Цинциннати РэйлРэйдерз» и искала соглашение о сотрудничестве для возвращения в сезоне 2006-07, но не смогла достичь цели в 2000 проданных сезонных абонементов, чтобы возобновить свою деятельность.
3 октября 2006 года стало известно, что компания из Уинсора получила условное разрешение на покупку и переезд команды, однако сделка сорвалась.
19 марта 2007 года АХЛ объявила, что команда была куплена и переехала в Рокфорд, чтобы стать «Рокфорд Айсхогс».